# いつか見た青い空 (漫画)
『いつか見た青い空』（いつかみたあおいそら）は、中沢啓治による日本の漫画作品。平和を題材としている。1982年にほるぷ出版から、1986年に汐文社から出版された。

## あらすじ
1978年の東京都が舞台。看板屋の父子家庭に育つ中学生が主人公。父は33年前に広島原爆を受けており、そのことを子供2人に言えずにいた。そのことが原因で主人公の姉が婚約を破棄されてしまい、被爆者への偏見や原爆の悲惨さを伝えた作品。

## 登場人物
本田進
主人公。中学3年生。喫煙や万引きなどの非行をはたらいている。姉が理不尽な形で婚約を破棄されたことに腹を立ててナイフで婚約者の頭の髪を刈り取ってしまい、警察に捕まった。その後疲労で病院に運ばれる。入院中に抜け出し、自分が被爆2世であるために父の原爆症が遺伝したとパニックになってしまう。
本田英子
進の姉。婚約中。婚約者とはとても仲が良く、幸せな日々だが、突然父の原爆のことで婚約を破棄すると言われて、酒浸りになり帰ってきて泣いていた。
本田源三
進と英子の父。看板屋の「本田工房」の店主。子供の時に広島で原爆の被害にあい、その前に漆のカフスボタンを作っていたことを話す。
佐川義男
英子の婚約者。

## 書誌情報
- 中沢啓治『いつか見た青い空』ほるぷ出版、全2巻 - ISBNなし
  1. 上巻 1982年初版発行[1]
  2. 下巻 1982年初版発行[2]
- 中沢啓治『いつか見た青い空』汐文社〈中沢啓治 平和マンガシリーズ〉、全2巻
  1. 上巻 1986年1月発売[3]、ISBN 4-8113-7856-3
  2. 下巻 1986年1月発売[4]、ISBN 4-8113-7857-1
- 中沢啓治『いつか見た青い空』ほるぷ出版〈ほるぷ版中沢啓治 平和マンガ作品集〉、全2巻
  1. 上巻 1995年1月初版発行[5]、ISBN 4-593-89712-2
  2. 下巻 1995年1月初版発行[6]、ISBN 4-593-89713-0